# Norsk Syndikalistisk Forbund
Norsk Syndikalistisk Forbund (Noors Syndicalistisch Verbond) is een Anarchosyndicalistische groep in Noorwegen. Het is de Noorse afdeling van de International Workers Association en secretariaat van de Internationale tot 2007, toen deze rol overgenomen werd door het Servische Anarho-sindikalisticka inicijativa.